# لزلی هوپ
لزلی اَن هوپ (به انگلیسی: Leslie Ann Hope) (زاده: ۶ مه ۱۹۶۵) یک بازیگر و کارگردان کانادایی می‌باشد. وی اولین بازیگری خود را از سال ۱۹۸۱ شروع کرده‌است، او بیشتر برای بازی در نقش تری باور در سریال تلویزیونی ۲۴ فاکس و دادستان آنیتا گیبز در کت‌شلواری‌ها شناخته می‌شود.
او در فیلم‌های رادیو گفتگو و مردان در محل کار بازی کرده‌است.